# 蔡世遠
蔡世遠（1682年—1733年），字聞之，福建漳浦縣 （今漳州市漳浦縣）人。清朝政治人物。康熙進士，由庶吉士入內閣，官至禮部侍郎。卒諡文勤，入祀賢良祠。

## 生平
早年巡撫張伯行招入使院，校訂先儒遺書。康熙四十八年（1709年）己丑科進士。選庶吉士。雍正元年（1733年），特授編修，入直上書房。不久遷侍講。雍正二年（1734年），任日講起居注官。遷詹事府少詹事。雍正五年（1737年），升內閣學士兼禮部侍郎，同年任經筵講官。雍正八年（1739年），福建总督高其倬彈劾世远长子蔡长汉违例发放船照，世远虽尽力辩解，仍坐失察降调。雍正十年（1742年），特旨复原职。雍正十一年（1733年）卒。高宗即位，贈禮部尚書，諡文勤。《清史稿》有傳。

## 家族
長子蔡長漢。次子蔡長澐，官至兵部侍郎。族侄蔡新，官至文華殿大學士。

## 著作
蔡世遠著有《二希堂文集》十五卷，《鼇峰學約》、《朱子家禮輯要》和《合族家規》各一卷，及編有《性理精要》及《歷代名臣言行錄》若干卷。

## 延伸阅读
[在维基数据编辑]
 《清史稿·卷290》，出自趙爾巽《清史稿》

## 外部連結
- 蔡世遠 （页面存档备份，存于） 中研院史語所